# Aedes nevadensis
Aedes nevadensis är en tvåvingeart som beskrevs av Chapman och Barr 1964. Aedes nevadensis ingår i släktet Aedes och familjen stickmyggor. Inga underarter finns listade i Catalogue of Life.